# Baie Sainte Anne

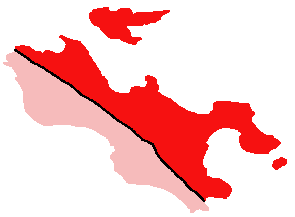
Distriktets läge.

Distriktet Baie Sainte Anne är ett av Seychellernas 26  distrikt.

## Geografi
Distriktet har en yta på cirka 25,1 km² med cirka 3 700 invånare. Befolkningstätheten är 147 invånare / km².
Baie Sainte Anne ligger i regionen Inre Öarna (Inner Islands) och ligger på ön Praslin.

## Förvaltning
Distriktet förvaltas av en district administrator och ISO 3166-2koden är "SC-07". Huvudorten är Anse Volbert.
Sedan 1994 lyder varje distrikt under "Local Government" som är en enhet av departementet Ministry of Local Government, Youth and Sport. Distriktens roll är att främja tillgång av offentliga tjänster på lokal nivå.
Distriktets valspråk är: "A vision towards prosperity" (Visionen mot välstånd).